# Iso-Tainio
Iso-Tainio är en sjö i kommunen Lieksa i landskapet Norra Karelen i Finland. Sjön ligger 116,4 meter över havet. Den är 12,6 meter djup. Arean är 1,13 kvadratkilometer och strandlinjen är 6,06 kilometer lång. Sjön  ingår i Vuoksens huvudavrinningsområde.   Den ligger omkring 85 kilometer norr om Joensuu och omkring 450 kilometer nordöst om Helsingfors. 